# Coralliozetus
Coralliozetus é um género de peixe da família Chaenopsidae, encontrado principalmente no leste do Oceano Pacífico, com uma espécie (C. cardonae) ocorrendo no oeste do Oceano Atlântico. Além disso, uma espécie (C. clausus) é endêmica da Ilha Cocos, Costa Rica.
Este género contém as seguintes espécies:
- Coralliozetus tayrona

1. ↑  Hastings, Philip A. (5 de fevereiro de 2021). «The Pandemic Blenny, Coralliozetus clausus, a new species of tube blenny endemic to Isla del Coco, Costa Rica (Teleostei: Chaenopsidae)». Zootaxa (2). ISSN 1175-5334. doi:10.11646/zootaxa.4926.2.10. Consultado em 19 de abril de 2024